# Christian (Braunschweig-Lüneburg)

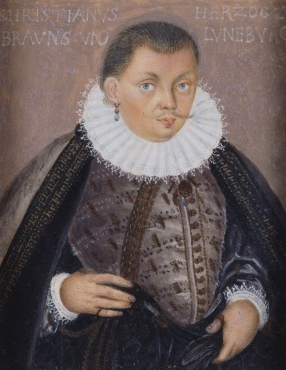
Christian der Ältere von Braunschweig-Lüneburg

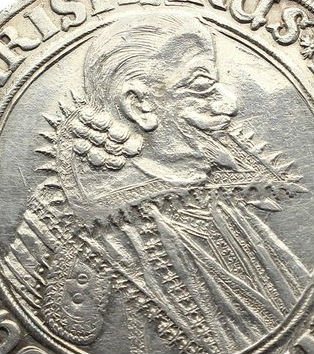
Christian der Ältere auf einem Taler

Christian der Ältere, Herzog von Braunschweig und Lüneburg, (* 9. November 1566; † 8. November 1633) war Administrator des Bistums Minden und von 1611 bis 1633 Fürst von Lüneburg.

## Herkunft
Christian ist der zweitgeborene Sohn des Herzogs Wilhelm von Braunschweig-Lüneburg und der dänischen Prinzessin Dorothea. Von seinen Eltern wurde er im Sinne der lutherischen Reformation erzogen, die sein Großvater Ernst der Bekenner durchgesetzt hatte und sein Vater mit der Einführung einer Kirchenordnung 1561 vollendete.

## Bischof in Minden
Nachdem sein älterer Bruder Ernst nach dem Tod des Vaters 1592 als Fürst von Lüneburg die Regentschaft angetreten hatte, strebte Christian zunächst eine klerikale Laufbahn an. Er wurde 1597 zum Koadjutor des Stifts Minden gewählt. Als Fürstbischof Anton 1599 starb, erwählte das Mindener Domkapitel Christian am 7. Februar 1599 zum Nachfolger. Mit der Wahl zum Bischof-Elekten des Bistums Minden wurde er gleichzeitig Regent im Hochstift Minden. Weil ihm priesterliche Weihen fehlten, wurde seine Wahl durch den Papst nicht bestätigt; Christian blieb also „lediglich“ Administrator. In Minden gewährte er Religionsfreiheit. Als aber katholische Domherren 1604 Jesuiten an der Mindener Johanniskirche ansiedeln wollten, brach er nicht den Widerstand der protestantisch gesinnten Bürgerschaft und unterließ es so, die gewährte Religionsfreiheit auch durchzusetzen. Hier zeigte sich seine Nähe zum Protestantismus. So wurde ihm auch nach der 1625 erfolgten Besetzung der Stadt durch Tilly der eifrige Gegenreformator Franz Wilhelm von Wartenberg ab 1629 als Koadjutor zur Seite gestellt. Wenn nicht bereits die Besetzung der Stadt eine freie Amtsausführung Christians unmöglich machte, so war es die Berufung Franz Wilhelms, die endgültig einer Entmachtung Christians in Minden gleichkam. 1630 begann der Koadjutator mit der Umsetzung des Restitutionsedikts im Bistum. Ohne größeren Widerstand Christians ließ sich Franz Wilhelm vom Papst 1630 zum neuen Bischof bestellen. In der Folge gelang es ihm allerdings nicht, in Minden die Gegenreformation umzusetzen.

## Fürst in Lüneburg
Nach dem Tod seines älteren Bruders Ernst II. (1611) übernahm er neben seinen Aufgaben in Minden die Regierung des Lüneburger Landes und erwarb 1617 das Fürstentum Grubenhagen. Beim Ausbruch des Dreißigjährigen Kriegs hielt er mit dem Herzog Friedrich III. von Holstein zur Partei des Kaisers, wurde Oberst der niedersächsischen Kreistruppen und suchte mit viel Klugheit den Schauplatz des Kriegs möglichst vom Stiftsland fernzuhalten; doch nahmen 1623 die Kaiserlichen unter Tilly nichtsdestoweniger Besitz davon. Als die Stände Niedersachsens hierauf zur Abwehr rüsteten, legte Christian sein Amt als Kreisoberst nieder. Erst 1629, nach dem Erlass des Restitutionsedikts, schloss er sich der protestantischen Partei an, für die er wohl auch bereits vorher Sympathie empfand, diese aber der Staatsräson willen nicht offen zeigte – wie er es ohnehin vermied, sich allzu eindeutig auf die protestantische oder katholische Seite zu stellen.
Herzog Christian wurde in der Fürstengruft in der Stadtkirche St. Marien in Celle beigesetzt.